# Mesochorus properatus
Mesochorus properatus är en stekelart som beskrevs av Dasch 1974. Mesochorus properatus ingår i släktet Mesochorus och familjen brokparasitsteklar. Inga underarter finns listade i Catalogue of Life.